# FC Politehnica Chișinău
El FC Politehnica Chișinău es un equipo de fútbol de Moldavia que juega en la División C de Moldavia, la cuarta división de fútbol en el país.

## Historia
Fue fundado en el año 1954 en la capital Chisináu con el nombre Petroclub Sarata Galbena, y han cambiado de nombre varias veces, las cuales han sido:
- 1954-65 : Petroclub Sarata Galbena
- 1965–2000 : FC Haiducul Sporting Hînceşti
- 2000–2002 : FC Haiduc-Sporting-U.S.M. Chişinău
- Desde 2002 : FC Politehnica-U.T.M. Chişinău

El club durante el mandato soviético consiguió ganar dos títulos de la División Nacional de Moldavia y 1 vez ganó la Copa de Moldavia, pero desde que el país se hizo independiente tras la caída de la Unión Soviética, el club ha estado más como un club aficionado, con pocas apariciones en la máxima categoría.

## Palmarés
- División Nacional de Moldavia: 2

1969, 1970
- Copa de Moldavia: 1

1973

## Jugadores

### Jugadores destacados
- Artur Pătraş
- Eduard Tamaşcov